# Cursa
|  | Per a altres significats, vegeu «carrera». |

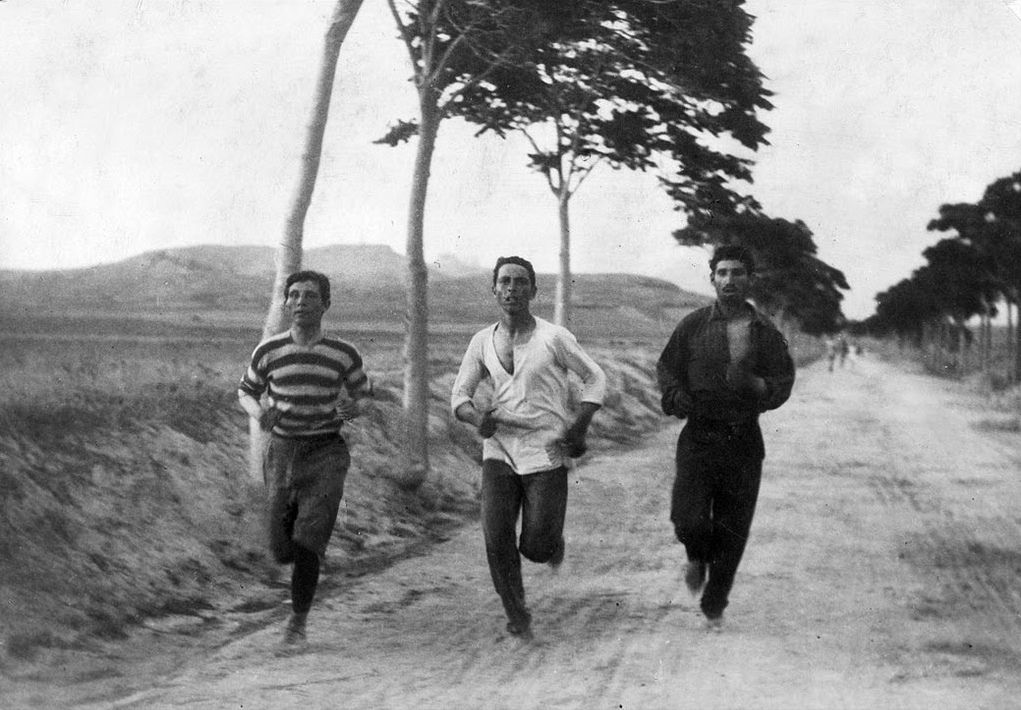
Marató als Jocs Olímpics d'Estiu de 1896.

Una cursa, carrera o correguda és una prova de competició que consisteix a córrer, nedar, etc., en una pista, circuit o carretera, una distància o temps determinat, de forma individual o per equips. La modalitat de cursa més estesa és la cursa a peu, és a dir sense l'ajut de cap aparell artificial, excepte, potser, unes sabates. Es té constància d'aquest tipus de competició esportiva en pràcticament totes les cultures a partir del Neolític i tingueren una especial importància en les cultures grega i romana. A partir de finals del segle xix les distàncies i les modalitats es van anar unificant donant lloc a l'atletisme modern. A partir de la dècada de 1980 es van popularitzant com esport practicat per un gran nombre de persones i sorgeixen un gran nombre de curses populars, com ara les curses de Sant Silvestre que es fa per cap d'any, o curses específiques com ara les curses de muntanya.